# Jüdischer Friedhof Eichtersheim

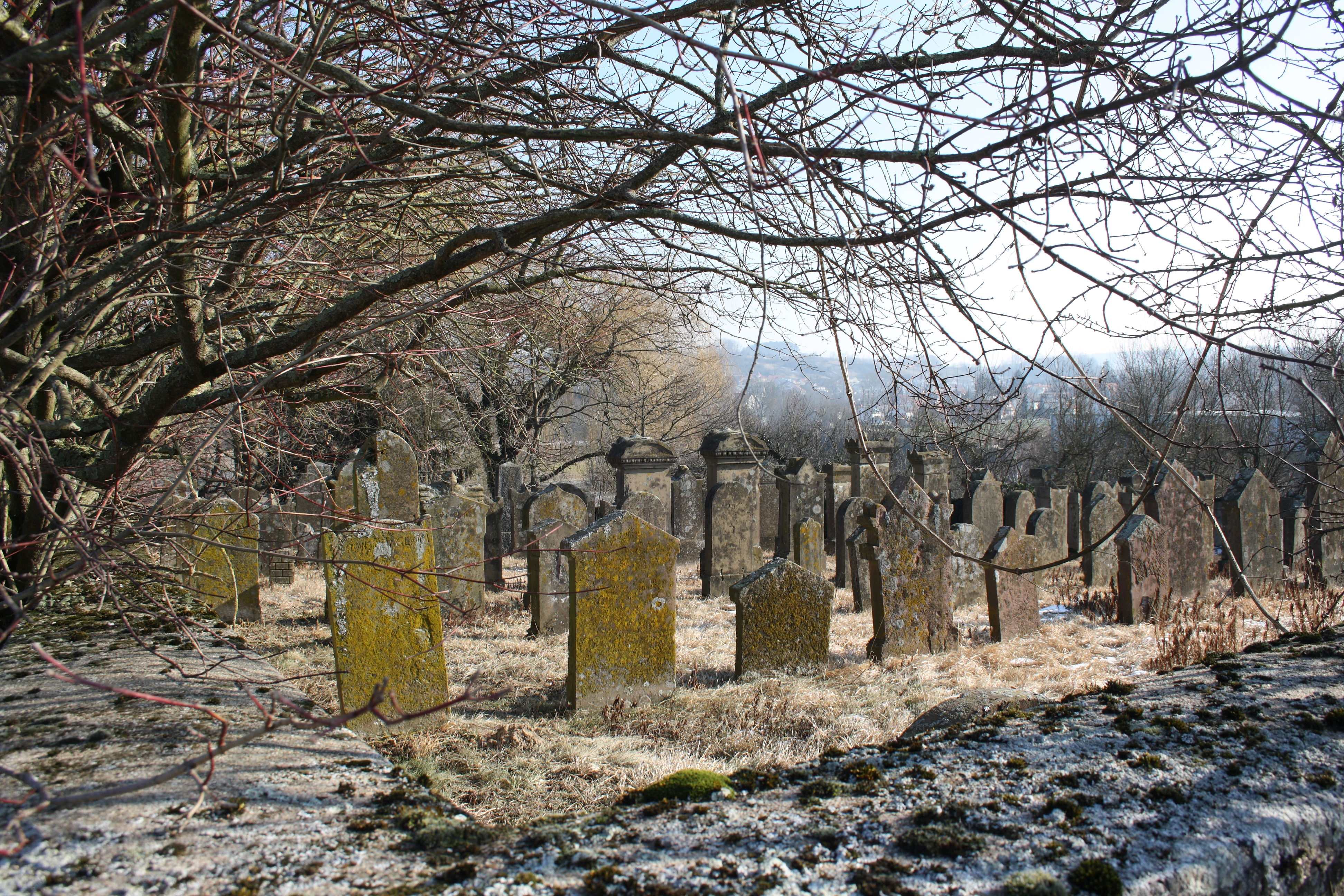
Jüdischer Friedhof in Eichtersheim

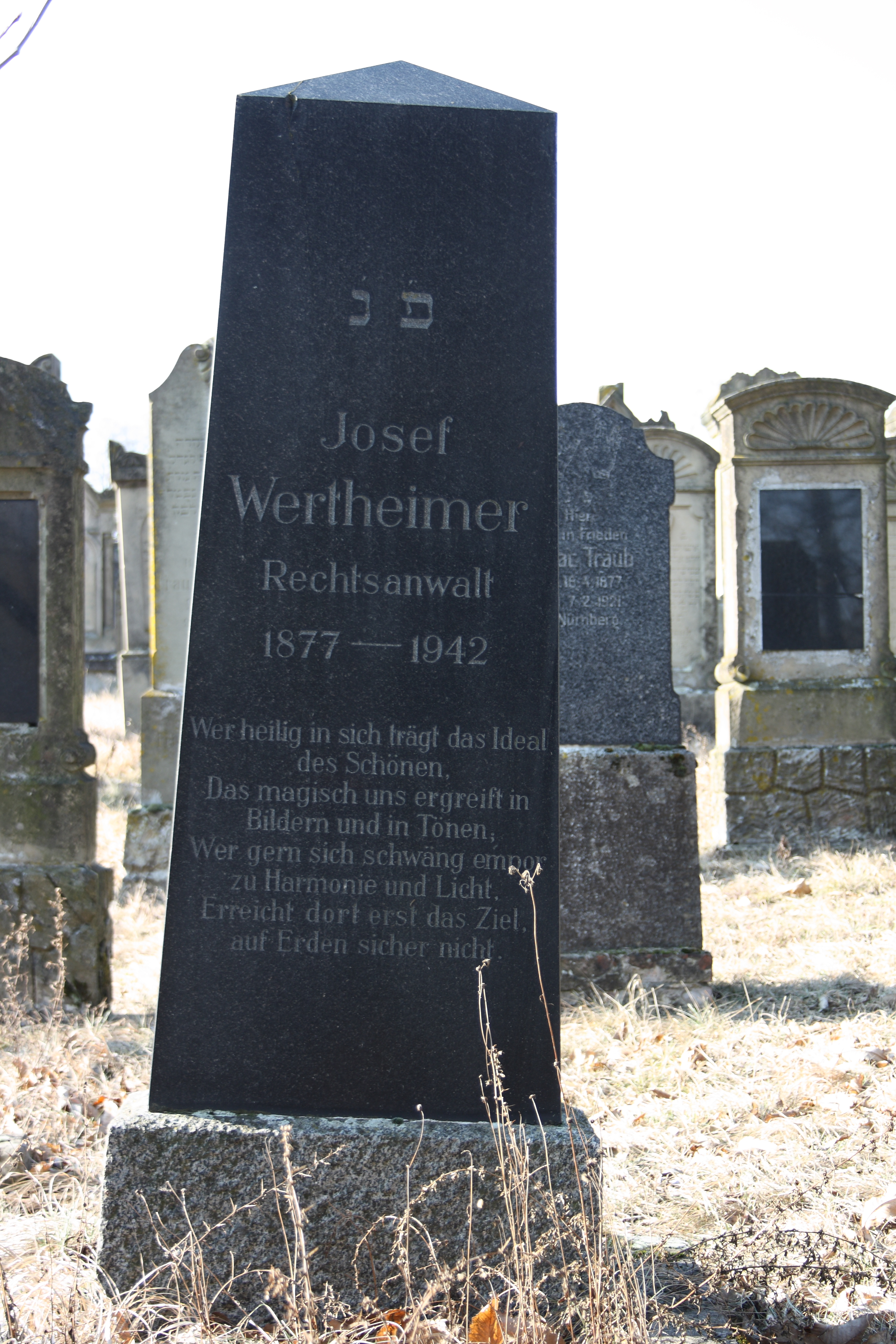
Grabstein für Rechtsanwalt Dr. Josef Wertheimer (1877–1942), er war der letzte jüdische Einwohner von Eichtersheim

Der Jüdische Friedhof Eichtersheim ist ein jüdischer Friedhof in Eichtersheim, einem Ortsteil der Gemeinde Angelbachtal im Rhein-Neckar-Kreis im nördlichen Baden-Württemberg. 
Die Toten der jüdischen Gemeinde Eichtersheim wurden zunächst auf dem jüdischen Friedhof Waibstadt beigesetzt. 1781 wurde ein eigener Friedhof errichtet, der an der Straße nach Wiesloch liegt. Der jüdische Friedhof hat eine Fläche von 10,52 Ar und heute sind noch 143 Grabsteine vorhanden. Der älteste Grabstein ist von 1845, die letzte Bestattung fand 1949 statt.